# Jean Semmartin
Pas d'image ? Cliquez ici

a Compétitions nationales et continentales officielles uniquement.

b Matchs officiels uniquement.
Jean Semmartin, né le 30 avril 1892 à Ars-en-Ré et décédé à Biarritz le 11 juillet 1971, est un joueur international français de rugby à XV occupant habituellement le poste d'arrière. Il joue successivement avec le Stade toulousain, le SCUF et le Biarritz olympique.

## Carrière

### En club
- ????-???? : Biarritz olympique
- ????-1912 : Stade toulousain
- 1912-1919 : Sporting club universitaire de France (avec interruption entre 1914 et 1918 en raison de la première guerre mondiale)
- 1919-1921 : Biarritz olympique

### En équipe de France
Jean Semmartin est sélectionné en équipe de France à deux reprises en 1913 contre l'équipe du pays de Galles et l'équipe d'Irlande.
- 2 sélections en équipe de France
- Sélections par année : 2 en 1913
- Participation au Tournoi des Cinq Nations en 1913

## Palmarès
- Finaliste du championnat de France en 1913